# 吡咯啉
吡咯啉（Pyrroline），又称二氢吡咯，是五元的部分不饱和含氮杂环化合物的统称，它包括以下三个异构体：
|          |          |          |
| 1-吡咯啉 | 2-吡咯啉 | 3-吡咯啉 |

1-吡咯啉为一个环状的亚胺。2-吡咯啉为环状的烯胺。3-吡咯啉为环状的不饱和胺。吡咯啉环的结构存在于很多天然产物中，天然存在的卟啉就含有吡咯和吡咯啉环交替出现的结构，它们之间靠次甲基（=CH-）桥相连。

## 制取
吡咯不能被亲核性的还原剂如氢化铝锂、钠／乙醇、钠-液氨等还原，但可以在酸性介质中被还原为二氢吡咯。先用锌／乙酸处理得到吡咯正离子，然后还原得到二氢吡咯。若用磷-氢碘酸继续还原则得到四氢吡咯。